# Marina Severa

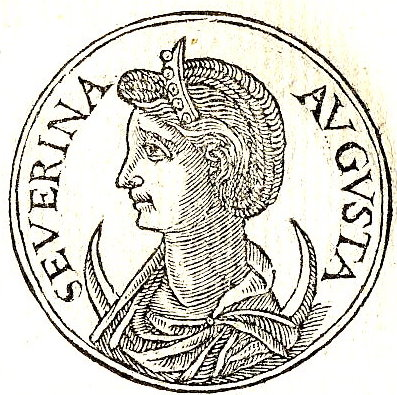
Marina Severa

Marina Severa, född okänt år, död före 375, var en romersk kejsarinna, gift med kejsar Valentinianus I.

## Biografi
Marina Severa gifte sig med Valentinianus innan han valdes till kejsare; paret befann sig i Ungern 359, där hon födde en son. 364 blev maken kejsare, och 370 skilde han sig för att kunna gifta sig med Justina. Enligt en legend ska Marina Severa ha haft ett sexuellt förhållande med Justina och blivit så förtjust i henne att hon ville att maken skulle träffa henne, och han ska då ha velat införa en lag som tillät månggifte. Enligt en annan legend ska han ha skilt sig från henne för att hon utnyttjat sin ställning till att köpa en gård under marknadspris.